# ألبلير ورن
ألبلير ورن (بالإنجليزية: Alpler Horn)‏ هو أحد جبال سلسلة جبال الألب غلاروس وجزء من القمة الأم شاشينتالير فيندغالين يقع في كانتون أوري, سويسرا. يبلغ ارتفاع الجبل حوالي 2380 متر، بينما يبلغ ارتفاع نتوء الجبل 180 متر.